# William W. Norton
Pour les articles homonymes, voir Norton.
William W. Norton, né le 24 septembre 1925 à Ogden, Utah (États-Unis), et mort le 1er octobre 2010 à Santa Barbara (Californie), est un scénariste et producteur américain.

## Filmographie

### comme scénariste
- 1961 : The Grass Eater
- 1963 : Five Minutes to Love
- 1965 : The Farmer's Other Daughter
- 1968 : Les Chasseurs de scalps (The Scalphunters)
- 1969 : Sam Whiskey le dur (Sam Whiskey)
- 1970 : Marigold Man
- 1970 : L'Évasion du capitaine Schlütter (The McKenzie Break)
- 1971 : Les Charognards (The Hunting Party)
- 1973 : Trader Horn
- 1973 : Les Bootleggers (White Lightning)
- 1974 : I Dismember Mama
- 1974 : Super Nanas (en) (Big Bad Mama) de Steve Carver
- 1975 : Brannigan
- 1976 : La Vengeance aux tripes (A Small Town in Texas)
- 1976 : Les Flics aux trousses (Moving Violation)
- 1976 : Gator
- 1977 : Day of the Animals
- 1980 : Fort Bronx (Night of the Juggler)
- 1983 : September Gun (TV)

### comme producteur
- 1961 : The Grass Eater
- 1965 : The Farmer's Other Daughter
- 1970 : Marigold Man